# Ivan Bandalovski
Ivan Georgiev Bandalovski (in bulgaro Иван Георгиев Бандаловски?; Sofia, 23 novembre 1986) è un ex calciatore bulgaro, di ruolo difensore.

## Carriera

### Club
Durante la sua carriera ha giocato con varie squadre di club, tra cui il CSKA Sofia, in cui si è trasferito nel 2010.

### Nazionale
Conta con la nazionale bulgara 3 presenze.

## Palmarès

### Club

#### Competizioni nazionali
- Coppa di Bulgaria: 1

Liteks Loveč: 2007-2008
- Supercoppa di Bulgaria: 1

CSKA Sofia: 2011